# Opération Onymous

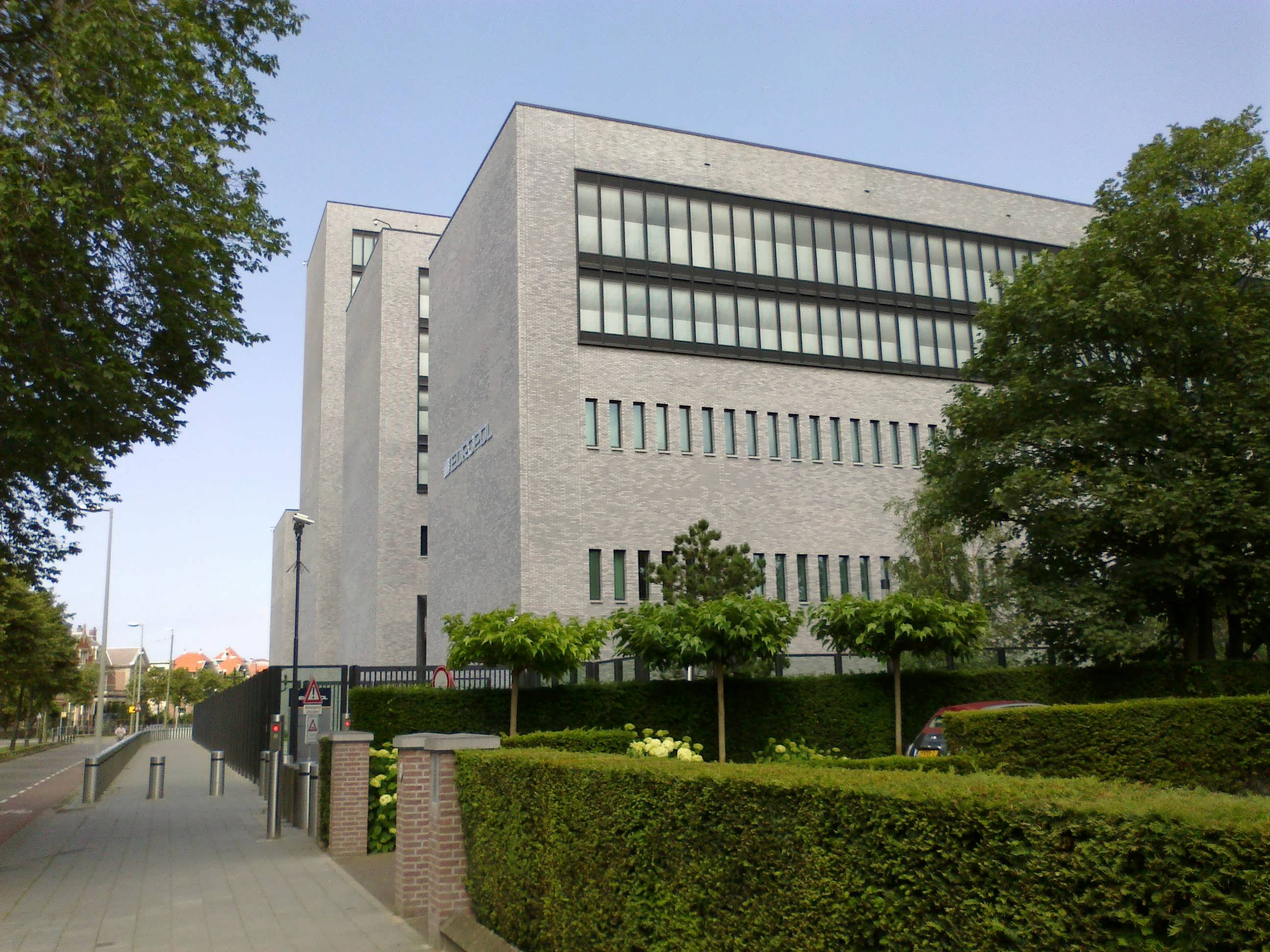
Siège d'Europol à La Haye

L'opération Onymous est une opération légale internationale menée en novembre 2014 contre les marchés illicites du dark web ainsi que d'autres services cachés opérant sur le réseau Tor.

## Contexte
L'opération Onymous a été montée conjointement par le Bureau fédéral d'enquête (FBI) américain et l'agence européenne de police criminelle Europol. Ont également apporté leur contribution le Département américain de la sécurité intérieure, Immigration and Customs Enforcement (ICE) et Eurojust .
L'opération est un exemple de la collaboration internationale dans la lutte contre les logiciels malveillants, les botnets, les marchés illicites et les darknets. Elle est également liée à la guerre contre la drogue via la participation de la Drug Enforcement Administration (DEA) des États-Unis.

## Raids

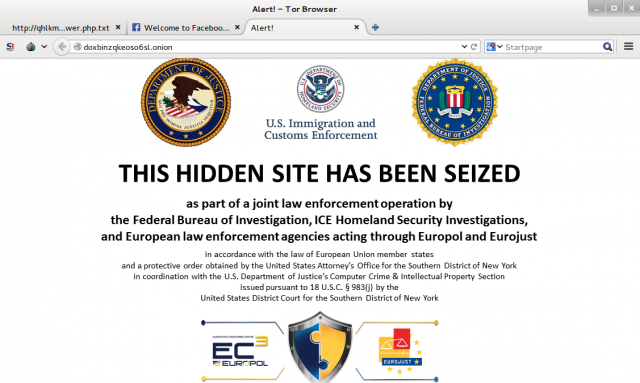
Page d'accueil de Doxbin, l'un des sites .onion fermés dans le cadre de l'opération Onymous.

Les 5 et 6 novembre 2014, un certain nombre de sites Web (initialement annoncé à plus de 400) a été fermé, parmi lesquels des marchés de la drogue tels que Silk Road 2.0, Cloud 9 et Hydra,. Parmi les autres sites ciblés, on retrouve des sites dédiés au blanchiment d'argent et à la fourniture de marchandise de contrebande. L'opération a impliqué les forces de police de 17 pays et a débouché sur 17 arrestations. Un développeur de logiciels de 26 ans, arrêté à San Francisco et accusé d'avoir dirigé la plateforme Silk Road 2.0 sous le pseudonyme de Defcon, était « l'une des principales cibles » de l'opération. Quelques heures après la saisie, une troisième incarnation du site est apparue sous le sobriquet de Silk Road 3.0 : d'une manière similaire, après la saisie par les forces de l'ordre de Silk Road en octobre 2013, la plateforme avait été ressuscitée quelques semaines plus tard sous le nom de Silk Road 2.0.
Les saisies comportent 1 million de dollars en Bitcoin, ainsi que 180000 euros en espèces, en or, en argent et en drogue. 
Parmi les « services illicites » dont la fermeture a initialement été annoncée, peu étaient des marchés en ligne. La plainte déposée le 7 novembre 2014 auprès du tribunal du district sud de New York, demandant « la confiscation de l'ensemble des actifs des sites Web (...) opérant sur le réseau Tor suivants » ne concernait que 27 sites.
Parmi ces sites, quatorze sont accusés d'avoir été des plateformes de trafic de drogue ; les autres auraient vendu de la fausse monnaie, de faux documents d'identité ou des cartes de crédit volées.
Les agences américaines et européennes ont cherché à faire de la publicité autour du succès revendiqué de leur opération de six mois, qui se serait « déroulée sans problème ». Le communiqué de presse officiel d'Europol, citant un responsable américain de l'Immigration and Customs Enforcement, a déclaré : « Nos efforts ont causé l'interruption d'un site Web permettant aux activités illicites du marché noir d'évoluer et se développer, et fournissant un refuge pour les vices illégaux tels que la distribution d'armes, le trafic de drogue et les tueurs à gage." ,
Les autres grandes plateformes de trafic de drogue sur le Dark Web (parmi lesquelles Agora, Evolution et Andromeda) n'ont pas été affectées par l'opération, alors même que Silk Road, contrairement à son rival Evolution, ne proposait pas d'armes ou d'assassinats commandités. Avant la fermeture de Silk Road 2.0, la plateforme Agora comptait déjà davantage d'annonces que Silk Road, et il était également attendu d'Evolution qu'elle dépasse Silk Road en volume,. De fait, Agora et Evolution sont considérées comme des opérations plus professionnalisées que Silk Road, protégées par des systèmes de sécurité plus avancés ; ce qui a amené à penser que l'arrestation du directeur présumé de Silk Road est en grande partie due à une série d'erreurs et d'imprudences de sa part,,.
Le chiffre initial de 414 sites du darknet, qui a été largement diffusé à l'échelle internationale et est apparu dans de nombreux titres de journaux,,, s'est ensuite vu ajuster sans explication à « plus de 50 »,,. Il est supposé que le vrai nombre de sites est plus proche de 27, vers lesquels les 414 adresses .onion envoient une redirection,,,. Le journaliste australien Nik Cubrilovic a affirmé avoir découvert 276 sites saisis, sur la base d'une analyse de tous les sites .onion, parmi lesquels 153 étaient des sites d'escroquerie, de clonage ou d'hameçonnage.

## Faille0-dayde Tor
Le nombre de sites initialement annoncé comme infiltrés a conduit à la spéculation qu'une vulnérabilité non-documentée (dite zero-day) du réseau Tor avait été trouvée et exploitée par les agences participant à l'opération. Cette possibilité a été minimisée par Andrew Lewman, un représentant du projet Tor, qui suggère quant à lui comme plus probable l'utilisation de moyens plus traditionnels tels que le traçage de Bitcoins,,. Lewman a suggéré que de telles affirmations étaient « exagérées » et que les autorités voulaient simplement donner l'impression d'avoir « craqué » Tor afin de dissuader d'autres acteurs d'utiliser le réseau à des fins criminelles. Un représentant d'Europol, interrogé sur la méthode utilisée, a déclaré : « C'est quelque chose que nous voulons garder pour nous. La façon dont nous faisons cela, nous ne pouvons pas la partager avec le monde entier, car nous voulons le faire encore et encore et encore. ».
Il a été avancé que l'anonymat de certains services du darknet aurait pu être levé si les forces de l'ordre avaient reproduit le résultat des recherches menées par le CERT de l'Université Carnegie-Mellon avant l'application du correctif fourni le 30 juillet par le réseau Tor  : si suffisamment de nœuds de relais étaient simultanément victimes d'une attaque par déni de service (DDoS), cela forcerait le trafic à passer par les nœuds attaquants, un attaquant pouvant ensuite effectuer des attaques de corrélation de trafic à l'aide d'une attaque Sybil. Les journaux publiés par l'administrateur de Doxbin ont partiellement soutenu cette théorie.